# 許滕峰

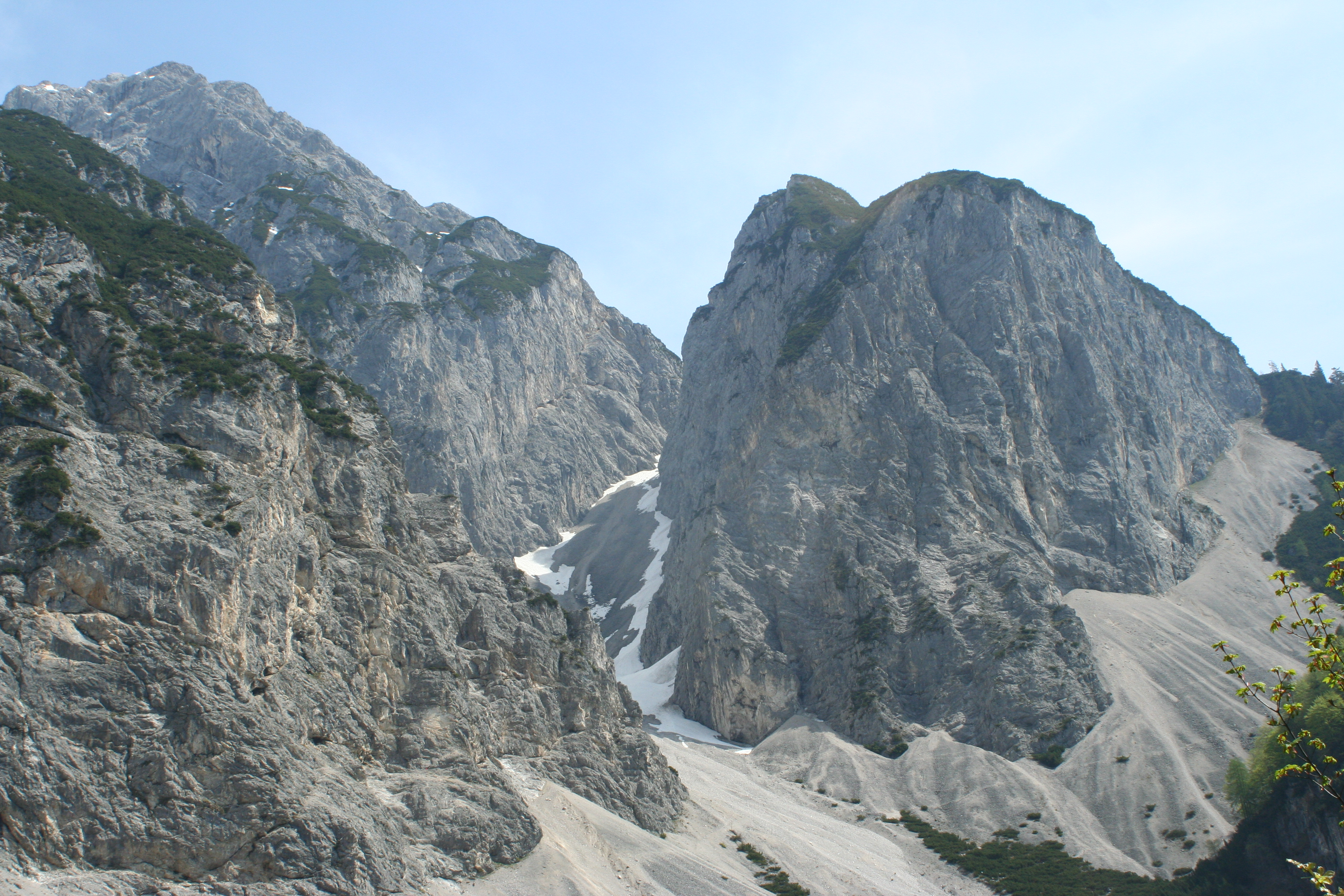

47°19′46″N 11°31′20″E / 47.329435°N 11.522285°E
許滕峰（德語：Hüttenspitze），是奧地利的山峰，位於該國西部，由蒂羅爾州負責管轄，屬於卡爾文德爾山脈的一部分，海拔高度1,858米，山體由三疊紀時期形成。